# Patricia Noxolo
Patricia Noxolo (Patricia Elaine Patten Noxolo), dite aussi Pat Noxolo, est une géographe britannique afro-caribéenne, professeure à l'université de Birmingham. Elle est reconnue pour ses travaux de « Black geography », sur la Caraïbe et dans le champ des études postcoloniales et décoloniales en géographie.

## Biographie

### Parcours académique
Pat Noxolo fait ses études à l'université de Manchester, dans le champ des études françaises (french studies) et du développement (development studies)[source secondaire souhaitée]. 
Elle obtient un doctorat de géographie à l'université de Nottingham Trent en 1999. Sa thèse porte sur la racialisation des discours britanniques sur le développement dans la Caraïbe,,. Elle croise des approches de géographie culturelle, d'études sur le développement (development studies) et de critique littéraire. 
Elle est ensuite chercheuse postdoctorale à l'université de Birmingham et à l'université de Leicester[source secondaire souhaitée].
Pat Noxolo devient senior lecturer à l'université de Birmingham en 2014.  
Elle devient professeure en juillet 2022[source secondaire souhaitée].

## Travaux
Les travaux de Pat Noxolo portent sur les communautés noires, notamment afro-caribéennes, au Royaume-Uni. Elle montre la nécessité d'une décolonisation de l'enseignement supérieur et de la recherche au Royaume-Uni, en particulier en géographie, ainsi que sur les enjeux d'enseignement et d'éducation.

### Danse, littérature et géographie
Dans les décennies 2010 et 2020 Pat Noxolo fait des recherches sur la littérature afro-caribéenne de Maryse Condé et Wilson Harris et sur la danse, notamment le dancehall jamaïcain.

### Black geographybritannique
Pour le géographe américain Rashad Shabazz, à propos d'un texte de Pat Noxolo : elle « demonstrates the trans-Atlantic nature of anti-Black racism and the need to think about Black people and Black culture in the country that empire built » (« démontre la nature trans-atlantique du racisme anti-noir et la nécessité de réfléchir sur les personnes noires et la culture noire dans le pays que l'empire a créé »). Toujours d'après lui, son texte « echos Paul Gilroy’s recognition that Black people throughout the Atlantic world share a collective experience with slavery and colonialism, that has resulted in strategies to resist it and to produce Black life and culture in the places they inhabit » (« fait écho à l'identification par Paul Gilroy du fait que les populations noires de part et d'autre du monde atlantique partagent une expérience collective du fait de l'esclavage et du colonialisme, qui a conduit à des stratégies pour y résister et pour produire une vie et une culture noire dans les lieux qu'ils et elles habitent »).

### Décolonisation de la géographie
D'après Pat Noxolo, « we are all part of a post-colonial world » (« nous faisons tous et toutes partie d'un monde post-colonial »).
Selon elle, la décolonisation de la géographie vient des universitaires noirs et autochtones et doit être menée par eux. En effet, pour elle ils ont construit leurs théories malgré et contre une géographie considérée comme marquée par les épistémologies occidentales, la science coloniale et la blanchité. Tout comme James Esson, elle souligne les difficultés à changer une pensée colonialiste, à défaire des épistémologies coloniales et à faciliter à pluralité et l'horizontalité des approches en géographie.

## Responsabilités académiques et éditoriales
Pat Noxolo est membre du comité éditorial de la revue scientifique Gender, Place and Culture (en).
Elle dirige le réseau Caribbean In/securities and Creativity (CARISCC), soutenu par un financement Leverhulme Trust,. 
De 2014 à 2016 puis de 2018 à 2021 elle préside la Society for Caribbean Studies. 
Elle est aussi membre du groupe de travail « Race, culture and equality » (RACE) de la Royal Geographical Society.
Pat Noxolo dirige le projet de recherche Creative approaches to race and (in)security in the Caribbean and the UK (CARICUK), en association avec la Royal geographical society et financé par l'Arts and Humanities Research Council (AHRC) en 2021. Il regroupe des artistes et des éducateurs et a vocation à modifier les discussions sur la race et l'antiracisme dans l'enseignement supérieur aux Royaume-Uni,.

## Distinctions
- 2015 : Financement Leverhulme Trust pour le projet « Caribbean in/securities: creativity and negotiation in the Caribbean », dans la catégorie réseaux internationaux et la sous-catégorie sciences sociales[19].
- 2021 : Prix Murchison de la Royal Geographical Society, « For publications judged to contribute most to geographical science in preceding recent years, particularly through reconceptualising spatial ethics through place-based practices and her effective advocating of postcolonial and decolonial thought in geography and beyond »[20],[21],[22],[23],[24],[25].
- 2021 : Ray Y. Gildea Jr. Award de la Royal Geographical Society, prix ayant vocation à récompenser l'innovation dans l'enseignement et l'apprentissage de la géographie dans l'enseignement secondaire et supérieur, pour le projet « Supervision for black Geography PhD students: Towards Good Practice Guidelines »[26],[27].
- 2021 : Fellow de l'Arts and Humanities Research Council (AHRC) pour ses recherches sur l'égalité, la diversité et l'inclusion[18].

## Principales publications

### Articles
- (en) Clare Madge, Parvati Raghuram et Patricia Noxolo, « Engaged pedagogy and responsibility: A postcolonial analysis of international students », Geoforum, vol. 40, no 1,‎ 2009, p. 34–45 (ISSN 0016-7185, DOI 10.1016/j.geoforum.2008.01.008, lire en ligne)
- (en) Parvati Raghuram, Clare Madge et Pat Noxolo, « Rethinking responsibility and care for a postcolonial world », Geoforum, themed Issue: Postcoloniality, Responsibility and Care, vol. 40, no 1,‎ 1er janvier 2009, p. 5–13 (ISSN 0016-7185, DOI 10.1016/j.geoforum.2008.07.007, lire en ligne, consulté le 3 septembre 2022)
- (en) Pat Noxolo, Parvati Raghuram et Clare Madge, « Unsettling responsibility: postcolonial interventions », Transactions of the Institute of British Geographers, vol. 37, no 3,‎ juillet 2012, p. 418–429 (DOI 10.1111/j.1475-5661.2011.00474.x, lire en ligne, consulté le 3 septembre 2022)
- (en) Clare Madge, Parvati Raghuram et Pat Noxolo, « Conceptualizing international education: From international student to international study », Progress in Human Geography, vol. 39, no 6,‎ décembre 2015, p. 681–701 (ISSN 0309-1325 et 1477-0288, DOI 10.1177/0309132514526442, lire en ligne, consulté le 3 septembre 2022)
- (en) Patricia Noxolo, « Introduction: Decolonising geographical knowledge in a colonised and re-colonising postcolonial world », Area, vol. 49, no 3,‎ 7 août 2017, p. 317–319 (ISSN 0004-0894, DOI 10.1111/area.12370, lire en ligne)
- (en) James Esson, Patricia Noxolo, Richard Baxter et Patricia Daley, « The 2017 RGS-IBG chair's theme: decolonising geographical knowledges, or reproducing coloniality? », Area, vol. 49, no 3,‎ 7 août 2017, p. 384–388 (ISSN 0004-0894, DOI 10.1111/area.12371, lire en ligne)

### Entretiens
- (en) Royal Geographical Society (with IBG) Schools, « How is creativity produced in the Caribbean? Dr Pat Noxolo », 26 juillet 2019
- (en) GeogPod, « Dr Patricia Noxolo: “Everybody who is here, belongs here. That is a geographical statement.” », 26 novembre 2020